# Diaea zonura
Diaea zonura är en spindelart som beskrevs av Tord Tamerlan Teodor Thorell 1892. Diaea zonura ingår i släktet Diaea och familjen krabbspindlar. Inga underarter finns listade i Catalogue of Life.